# McHenry (Kentucky)
McHenry è un comune degli Stati Uniti d'America, situato nello Stato del Kentucky, nella contea di Ohio.